# Принія зелена
Принія зелена (Urolais epichlorus) — вид горобцеподібних птахів родини тамікових (Cisticolidae). Мешкає в Західній Африці. Це єдиний представник монотипового роду Зелена принія (Urolais).

## Опис
Довжина птаха становить 14 см, враховуючи довгий хвіст, вага 10-14 г. Верхня частина тіла зелена, нижня частина тіла білувата.

## Підвиди
Виділяють три підвиди:
- U. e. epichlorus (Reichenow, 1892) — південно-східна Нігерія (плато Обуду[en]) і південь Південно-Західного регіону Камеруну;
- U. e. cinderella Bates, GL, 1928 — північ Південно-Західного регіону Камеруну;
- U. e. mariae Alexander, 1903 — острів Біоко.

## Поширення і екологія
Зелені принії мешкають в горах Камерунської лінії в Камеруні, Нігерії і на острові Біоко. Вони живуть у вологих гірських і рівнинних тропічних лісах, на узліссях та на плантаціях, на висоті понад 500 м над рівнем моря. Зустрічаються парами або невеликими сімейними зграйками. Живляться переважно комахами.